# 卡布塔紅蛞蝓
卡布塔紅蛞蝓（學名：Triboniophorus sp. nov. 'Kaputar'），又名血蛞蝓，舊作
粉紅三角蛞蝓、螢光粉紅蛞蝓或粉紅巨人蛞蝓，是三角蛞蝓屬的一個物種。過往本物種被認為是紅三角蛞蝓的螢光粉紅色變種，但現時分類學家已確定兩個物種並非同種。
體長可達20公分
，主要以苔藓为食。

## 延伸閱讀
- Murphy, Michael J.; Shea, Michael. . Molluscan Research. 2014, 35 (1): 51–64. doi:10.1080/13235818.2014.948147.